# ŽKD Ježica Ljubljana
Le ŽKD Ježica Ljubljana, ou Lek Ježica Ljubljana est un club féminin slovène de basket-ball évoluant dans la ville de Ljubljana. Le club appartient à l'élite du championnat slovène.

## Noms successifs
- Depuis 2000 : Lek Ježica
- 1998 - 2000 : Imos Ježica
- 1994 - 1997 : Ježica
- 1991 - 1994 : Diamond Ježica
- ? - 1991 : Iskra Delta Ježica

## Palmarès
- Champion de Slovénie : 1992, 1993, 1994, 1995, 1996, 1997, 1998, 1999, 2001, 2002
- Vainqueur de la Coupe de Slovénie : 1992, 1993, 1994, 1995, 1996, 1997, 1998, 1999, 2000, 2001, 2002, 2004

- Vainqueur de la Coupe de Yougoslavie : 1989

## Entraîneurs successifs
- Depuis ? : Vlado Velikonja